# Рафалович, Сергей Львович
Сергей Львович (Зе́ликович) Рафало́вич (1875—1944) — поэт, прозаик, драматург Серебряного века, театральный критик.

## Биография
Из буржуазной еврейской семьи. Отец, Лев Анисимович, финансист, потомственный почётный гражданин. Мать, Елена Яковлевна, урождённая Полякова, дочь крупного банкира. Раннее детство провел в Одессе. В 1884 году семья переехала в Петербург. Учился во 2-й петербургской гимназии (1885—1893), по окончании которой поступил в Санкт-Петербургский университет, где специализировался на романских языках, занимался у А. Н. Веселовского. Одновременно прослушал три курса на юридическом факультете. В марте 1897 года задерживался полицией за участие в студенческих беспорядках. Окончил историко-филологический факультет Императорского Санкт-Петербургского университета (1897) и после окончания университета пробыл два семестра вольнослушателем в Сорбонне. Служил в Министерстве просвещения (1897—1906), Государственном контроле, откуда перешёл в Министерство финансов, состоял при Агентстве министерства в Париже (1909—1917), возглавляемом А. Г. Рафаловичем; женился на его дочери Александре Артуровне. К 1916 году имел чин коллежского советника.
Примкнув к течению «символизма» и «декадентства», напечатал по-русски и по-французски ряд повестей, драм, стихотворений, вошедших в сборники: «Poèmes» (П., 1900), «Весенние Ключи. Стихотворения» (СПб., 1901), «Противоречия. Рассказы и драматические этюды» (СПб., 1903), «Светлые песни. Стихотворения» (СПб., 1905), «Женские письма» (СПб., 1906). С успехом шла в 1905 году символическая драма Рафаловича «Река идёт». Другие пьесы: «L’une et l’autre» (1900), «Храм Мельпомены» (1902), «Красота» и пр.
В 1918 году со второй женой, Саломеей Николаевной Андрониковой приехал в Баку, откуда в октябре перебрался в Тифлис, здесь вошёл в Цех поэтов, стал его руководителем в 1919 году. В основанном им издательстве «Кавказский посредник» вышли в 1919 году его книги: «Райские ясли. Чудо» (две поэмы), поэмы «Семи Церквам», «Симон Волхв» (2-е изд., Париж, 1926), «Горящий круг», сборники «Слова медвяные», «Цветки алые», трагедия «Марк Антоний» (2-е изд., Б., 1923), комедия «Бабье лето». Рафалович редактировал журнал «Орион», сотрудничал в журналах «Куранты», «Ars», «Иск-во», газете «Новый день», альманахе «Акме». После советизации Грузии Рафалович был председателем Союза русских писателей в Грузии, переводил грузинских поэтов. В 1922 году в Тифлисе была опубликована поэма Рафаловича «Золотая скорбь». 
В 1922 году уехал в Париж, где позднее женился на Мелите Тадиевне Чолокашвили (1895—1985), держательнице знаменитого литературного салона в Тифлисе. В эмиграции печатал стихи в газете «Возрождение», опубликовал сборники поэм «Горящий круг» (Б., 1923), сборники стихов «Зга» (Б., 1923), «Август» (Б., 1924) и «Терпкие будни» (Париж, 1926).